# Earl Cave
Earl Cave (Londra, 23 giugno 2000) è un attore britannico famoso per i suoi ruoli in Days of the Bagnold Summer e The Kelly Gang.

## Biografia
Cave è nato a Londra, figlio del cantante australiano Nick Cave e dell'attrice e designer britannica Susie Bick. È cresciuto a Brighton, nell'East Sussex, insieme a suo fratello gemello Arthur. Ha anche un fratellastro Luke. Ha frequentato la Bede's Senior School dove ha partecipato ad alcune opere teatrali.
Suo fratello gemello Arthur è morto in un incidente sulla scogliera il 14 luglio 2015, all'età di 15 anni. Il suo fratellastro Jethro Lazenby è morto il 9 maggio 2022, all'età di 31 anni.

## Filmografia

### Cinema
- Old Boys, regia di Toby MacDonald (2018)
- Days of the Bagnold Summer, regia di Simon Bird (2019)
- The Kelly Gang (True History of the Kelly Gang), regia di Justin Kurzel (2019)
- The Sweet East, regia di Sean Price Williams (2023)

### Televisione
- Born to Kill, regia di Bruce Goodison – miniserie TV (2017)
- The End of the F***ing World – serie TV, 1 episodio (2017)
- Alex Rider – serie TV, 4 episodi (2020)
- Domina – serie TV, 6 episodi (2021)
- Dune: Prophecy – serie TV, episodi 1x03-1x04-1x06 (2024)

## Doppiatori italiani
Nelle versioni in italiano delle opere in cui ha recitato, Earl Cave è stato doppiato da:
- Gabriele Patriarca in Alex Rider
- Alex Polidori in Domina